# Wilhelm Heidkamp

Wilhelm Heidkamp mit seinen nach der Doggerbankschlacht erworbenen Auszeichnungen

Heimkehr der Restbesatzung der Seydlitz aus Scapa Flow 1920. Der Pfeil weist auf Wilhelm Heidkamp, der das Schiff 1915 vor dem Untergang bewahrt hatte.

Wilhelm Heidkamp (* 22. Januar 1883 in Herkenrath; † 5. Oktober 1931 in Untereschbach) war ein deutscher Unteroffizier und späterer Deckoffizier in der Kaiserlichen Marine.

## Leben
Nach der Schule lernte Heidkamp den Beruf des Maschinenschlossers. Mit 19 Jahren trat er 1902 in die Kaiserliche Marine ein.  Dort diente er auf mehreren Schiffen als Pumpenmeister in der Ranggruppe eines Maaten.
Ab 1912 gehörte Heidkamp zur Besatzung des Großen Kreuzers Seydlitz, auf dem er auch am 24. Januar 1915 am Gefecht auf der Doggerbank teilnahm.  Um 10.40 Uhr erhielt die Seydlitz vom britischen Schlachtkreuzer Lion einen 34,3-cm-Treffer in den achteren Geschützturm, woraufhin insgesamt 6000 kg Treibladungspulver unmittelbar abbrannten und zwei Turmbesatzungen (165 Mann) nahezu augenblicklich töteten. Auf Befehl des I. Offiziers, Korvettenkapitän Förster, drang Heidkamp, damals Obermaschinistenmaat und zweiter Pumpenmeister, in die bereits vollgequalmte Abteilung III des Schiffes vor, wo sich die Flutventile für die Bereitschaftsmunitionskammern der achteren Türme befanden. Es gelang ihm, unterstützt von Feuerwerker Franz Müller, die Flutventile zu öffnen und so die Munitionskammern unter Wasser zu setzen. Dabei zog er sich schwere Verbrennungen sowie eine Rauchgasvergiftung mit lebenslangen Folgeschäden zu. Durch sein Handeln verhinderte er die Explosion der Bereitschaftsmunition und die nahezu sichere Vernichtung des Schiffes.
Sein selbstloser Einsatz rettete nicht nur den über 1000 Seeleuten unmittelbar das Leben, sondern hatte darüber hinaus noch weiterreichende Folgen: Dadurch, dass das Schiff erhalten blieb, war es möglich, den Trefferschaden genau zu analysieren und Schwachstellen zu beseitigen, so dass es auf deutschen Großkampfschiffen nicht wieder vorkam, dass aufgrund eines einzelnen Treffers gleich ein Totalverlust drohte (wohingegen drei britische Schlachtkreuzer – Indefatigable, Queen Mary und Invincible – während der Skagerrakschlacht nach vergleichbaren Treffern explodierten und Tausende von Seeleuten mit in den Tod rissen).
Für seinen Einsatz erhielt Heidkamp das Eiserne Kreuz 2. Klasse sowie das Friedrich-August-Kreuz 2. Klasse, außerdem wurde er zum Deckoffizier befördert. Nach seiner Genesung diente Heidkamp weiterhin auf der Seydlitz bis zu ihrer Selbstversenkung in Scapa Flow am 21. Juni 1919. Danach kam er in britische Kriegsgefangenschaft, aus der er erst 1920 nach Deutschland zurückkehrte.
Da er wegen seiner Kriegsverletzungen nicht mehr als Schlosser arbeiten konnte, übernahm er den Gemischtwarenladen seines Vaters in Untereschbach. Heidkamp war verheiratet und hatte vier Kinder (drei Mädchen und ein Junge). Er starb an den Spätfolgen der Rauchgasvergiftung, die er sich beim Gefecht auf der Doggerbank zugezogen hatte.

## Ehrungen
- Die Kriegsmarine benannte den Zerstörer Z 21 Wilhelm Heidkamp nach ihm.
- Wilhelm-Heidkamp-Straße in Overath-Immekeppel